# نيفين شوقي
نيفين شوقي هي ممثلة مصرية، شاركت في عدد من الافلام والمسلسلات ومن اشهرها بلاد السعادة أصابع الزمن 
```

```

## [2][3]من أعمالها
- بيت العلالي 2000
- آسف .. لا يوجد 1987
- زهور من نور 1986
- أجمل الزهور 1982
- من قصص القران الكريم 1984
- أصابع الزمن 1982
- ان ياما كان 1982
- الكعبة المشرفة 1981
- عمل إيه الحب في بابا. 1980 بدور الطفلة دنيا طلعت